# Гери (Јужна Дакота)
Гери (енгл. Gary) град је у америчкој савезној држави Јужна Дакота.

## Демографија
По попису из 2010. године број становника је 227, што је 4 (-1,7%) становника мање него 2000. године.
| Група             | 2000.       | 2010.       |
| Белци             | 230 (99,6%) | 217 (95,6%) |
| Афроамериканци    | 0 (0,0%)    | 2 (0,9%)    |
| Азијати           | 0 (0,0%)    | 0 (0,0%)    |
| Хиспаноамериканци | 0 (0,0%)    | 3 (1,3%)    |
| Укупно            | 231         | 227         |